# Fred Marriott

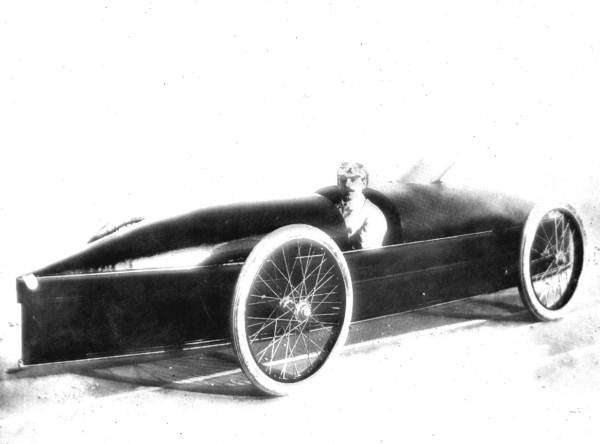
Fred Marriott mit dem Stanley Rocket Steamer

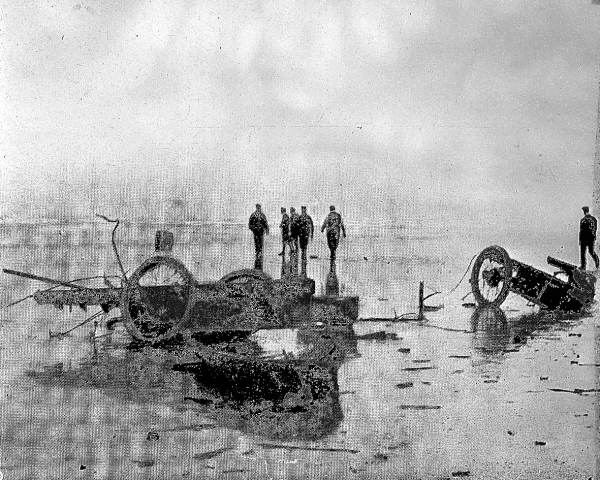
Die Reste des Stanley Steamer nach dem Unglück 1907

Fred Marriott (* 31. Dezember 1872 in Needham, Massachusetts; † 28. April 1956) war ein US-amerikanischer Rennfahrer.

## Rekord 1906
Im Jahr 1906 stellte er mit dem Stanley Rocket Steamer, der von einer Dampfmaschine angetrieben wurde, auf dem Daytona Beach Road Course bei Ormond Beach einen neuen Geschwindigkeitsrekord für Automobile auf. Mit 205,5 km/h war er der erste Mensch, der schneller als 200 km/h fuhr (127,659 mph). Der Dampfwagen-Landgeschwindigkeitsrekord ist der am längsten bestehende offiziell anerkannte Rekord. Die Geschwindigkeit über den Kilometer wurde in 18,4 Sekunden (195,65 km/h) gemessen, wobei nur dieser Rekord offiziell anerkannt wurde.
Fred Marriott versuchte den Rekord 1907 zu übertreffen, geriet aber in eine Furche. Der Wagen hob in die Luft ab und brach beim Aufschlag in zwei Hälften auseinander. Marriott wurde dabei verletzt und verzichtete auf weitere Versuche.
Fred Marriott wurde 83 Jahre alt.

## Geschichte des Rekords
Im Jahr 2004 trat ein britisches Team namens Inspiration an, um einen neuen Dampfwagen zu bauen, mit dem sie den Rekord brechen wollten. Doch erst 2009 gelang es dem Briten Charles Burnett III. mit einer Höchstgeschwindigkeit von 224 km/h einen neuen Rekord aufzustellen.